# Västarmén (1918)
Västarmén organiserades efter Tammerforsoperationen under finska inbördeskriget i april 1918. 
Området för operation blev mellan Bottenhavet och Päijänne och dess främsta uppgift var att attackera mot Riihimäki. Tillsammans med den tyska landstigningsstyrkan skulle Västarmén rensa södra och västra Finland från röda. Väster om Lahtis kapitulerade de röda den 2 maj.

## Arméstab
- Chef: generalmajor Martin Wetzer
- Stabschef

Överste Erik Grafström
- Generalstaben

Operativa avdelningen:
Adjutant ryttmästare Berno von Bornstedt, förbindelse och telegraf- och telefonkårens chef löjtnant Erik von Frenckell
- Internavdelningen:

Chef: överstelöjtnant Maximilian Spåre.
- Intendentuuri:

Arméintendent löjtnant Bruno Swendelin, kamrer löjtnant Rudolf Bäckman.
- Vapenavdelningen:

Vapen- och artilleriinspektör överste Paul Londén, gevärs- och kulsprutedepåns chef V. Keynäs.
- Sanitäravdelning:

Arméläkaren Ernst V. Knape.
- Veterinäravdelningen

Arméveterinären J. N. Pettersson.
- Kommendaturen

Stabskommendant generalmajor Torsten Leonard Lode.
- Juridiska avdelningen

Armé-auditör Per Antell.

## Truppavdelningar
- Linders grupp

Kommendör: generalmajor Ernst Linder.
- Hjalmarsons grupp

Kommendör: överste Harald Hjalmarson.
- Bergströms grupp

Chef: överstelöjtnant Maximilian Spåre, sedermera överstelöjtnant J. A. K. Renvald.
- Västarméns reserv

Chef: major Martin Ekström.
14. Batteriet
Chef: kapten Erik Beskow.